# China Global Television Network
China Global Television Network (CGTN) es la división internacional de la organización de medios estatales de la Televisión Central de China (CCTV), cuya sede se encuentra en Beijing, China. CGTN transmite seis canales de noticias e interés general en seis idiomas. CGTN está registrada en el Consejo de Estado de la República Popular China y está bajo el control del Departamento de Propaganda del Partido Comunista Chino. El secretario general del Partido Comunista Chino, Xi Jinping, describió el objetivo de CGTN como "contar bien la historia de China".
Los reguladores de los medios, los grupos de defensa de los periodistas, entre otros, han acusado a CGTN de transmitir propaganda y desinformación en nombre del gobierno chino, y de transmitir confesiones forzadas.

## Historia
CGTN surgió a partir del canal, totalmente en inglés, de CCTV, conocido como CCTV-9 o CCTV Internacional, lanzado en 2000 y rebautizado como CCTV News en 2010. Los canales en otros idiomas se lanzaron a mediados y finales de la década de 2000. En diciembre de 2016, los seis canales de televisión en idioma no chino de CCTV Internacional fueron rebautizados para llevar el nombre de CGTN.

### Designación de Estados Unidos como misión extranjera
En 2018, el Departamento de Justicia de los Estados Unidos ordenó a CGTN America, la división estadounidense de CGTN, que se registrara como agente externo en virtud de la Ley de Registro de Agentes Extranjeros (FARA). CGTN América dijo en sus presentaciones FARA el 1 de febrero de 2019 que no estaba de acuerdo con la decisión del Departamento de Justicia, pero se registró de todos modos. En 2020, el Departamento de Estado de los Estados Unidos designó a CGTN y a su empresa matriz, CCTV, como misiones diplomáticas.

## Canales
| Nombre          | Idioma  | Fecha de lanzamiento     | Nombre anterior                |
| --------------- | ------- | ------------------------ | ------------------------------ |
| CGTN            | inglés  | 20 de septiembre de 1997 | - CCTV-9 - CCTV News           |
| CGTN Español    | español | 1 de octubre de 2007     | - CCTV-E - CCTV Español        |
| CGTN Francés    | francés | 1 de octubre de 2007     | - CCTV-F - CCTV Français       |
| CGTN العربية    | Arábica | 25 de julio de 2009      | Circuito cerrado de televisión |
| CGTN Русский    | ruso    | 10 de septiembre de 2009 | CCTV Русский                   |
| Documental CGTN | inglés  | 1 de enero de 2011       | Documental CCTV-9              |

## Recepción
Los observadores han señalado que el "objetivo de CGTN es influir en la opinión pública en el extranjero para empujar a los gobiernos extranjeros a formular políticas favorables hacia el Partido Comunista de China" a través de medios sutiles. Los investigadores Thomas Fearon y Usha M. Rodrigues argumentaron que CGTN tiene un "papel dicotómico como medio creíble que compite por la atención de la audiencia en el escenario mundial y un órgano de propaganda gubernamental vital a escala nacional". Según James Palmer de Foreign Policy, los objetivos contrastantes de RT (anteriormente Russia Today) y CGTN, "reflejan estrategias más amplias: Moscú quiere un caos que pueda explotar, mientras que Beijing quiere un orden mundial estable, en sus términos".
Los críticos han acusado a CGTN de transmitir información errónea y hacer acusaciones falsas contra los opositores al gobierno chino. La red ha sido investigada y censurada por Ofcom de Gran Bretaña por la cobertura sesgada de las protestas de Hong Kong de 2019-20 y la emisión de confesiones forzadas. CGTN se ha caracterizado como un vehículo para la propaganda gubernamental y las campañas de desinformación de Reporteros sin Fronteras, BBC y otras fuentes.

### Confesiones forzadas
CCTV emitió dos confesiones forzadas del periodista británico Peter Humphrey. El primero se realizó en agosto de 2013, fue filmado por un equipo de CCTV con Humphrey encerrado en una silla de hierro dentro de una jaula de acero, esposado y con un chaleco naranja de prisión. Esto fue antes de que hubiera sido acusado, juzgado y condenado por un delito. El segundo, en julio de 2014, fue nuevamente filmado por CCTV, esta vez no en una jaula, pero aún con un chaleco de prisión y esposado, antes de ser juzgado y condenado por el cargo de recopilación ilegal de información. Ambos fueron transmitidos en el Reino Unido por CGTN.
El 23 de noviembre de 2018, Humphrey presentó una queja ante Ofcom contra CCTV, citando violaciones de las disposiciones de equidad y privacidad del Código de transmisión del Reino Unido. Humphrey dijo que ambas confesiones fueron escritas y dirigidas por la policía china, la oficina de seguridad pública (China), mientras estaba preso, en condiciones de coacción equivalentes a tortura. El 6 de julio de 2020, Ofcom dictaminó que CGTN era culpable de violar los estándares de transmisión del Reino Unido en ambos incidentes. El fallo declaró que CGTN había violado la privacidad de Humphrey y que en los informes del canal, "se presentaron, ignoraron u omitieron hechos materiales de una manera que fue injusta para el señor Humphrey".
En noviembre de 2019, CGTN transmitió un video de un empleado consular del Reino Unido, Simon Cheng, en cautiverio "confesando" haber estado asociado con prostitutas.[cita requerida] En una semana, Cheng había presentado una queja ante Ofcom. El 8 de marzo de 2021, Ofcom multó a CGTN con un total de 225 000 libras por infracciones graves de las reglas de equidad, privacidad e imparcialidad. “Descubrimos que las personas (Simon Cheng y Gui Minhai) en cuestión fueron tratadas injustamente y su privacidad fue violada injustificadamente”, dijo Ofcom,[cita requerida]  y agregó que la emisora “no obtuvo su consentimiento informado para ser entrevistado”. Concluyó que “los hechos materiales arrojan serias dudas sobre la fiabilidad de sus supuestas confesiones” se habían dejado fuera de los programas, que emitieron “confesiones” previas al juicio de los dos hombres mientras estaban detenidos.[cita requerida]  Ofcom dijo que estaba considerando más sanciones.
En marzo de 2021, la cadena de televisión australiana SBS suspendió las transmisiones en inglés y mandarín de CGTN y CCTV respectivamente, que se transmitían en SBS como parte de su programa World Watch, por denuncias de derechos humanos relacionadas con la transmisión de "confesiones forzadas".

### Acusaciones de parcialidad y desinformación
El 18 de septiembre de 2019, Nick Pollard, un ejecutivo de la televisión británica, renunció a su cargo como consultor y asesor de CGTN, alegando que el motivo de su salida fue el incumplimiento por parte de CGTN de las reglas de imparcialidad de Ofcom en relación con su cobertura de la lucha contra Hong Kong, durante las protestas por el proyecto de ley de extradición. Se había incorporado a CGTN en diciembre de 2018. Ofcom realizó varias investigaciones sobre CGTN en septiembre de 2019.
Un artículo de septiembre de 2019 en The Diplomat declaró que CGTN "tiene un historial constante de violaciones flagrantes de los estándares periodísticos y de alentar o justificar el odio y la violencia contra personas inocentes".
En abril de 2020, la organización no gubernamental Reporteros sin Fronteras criticó a CGTN por desinformar sobre el COVID-19. El Departamento de Estado de los Estados Unidos describió la producción de CGTN sobre el COVID-19 como parte de una campaña de desinformación más amplia dirigida por el gobierno. En abril de 2021, el Servicio Europeo de Acción Exterior publicó un informe que citaba a los medios de comunicación estatales chinos, incluida la CGTN, por difundir desinformación para presentar las vacunas occidentales como inseguras. En julio de 2021, BBC News informó que CGTN inició una campaña para utilizar blogueros extranjeros, como Raz Gal-Or y Lee y Oli Barrett, como colaboradores para denunciar la cobertura negativa de Xinjiang. Global Voices informó que CGTN también contrató a personas influyentes de las redes sociales de habla árabe para enmarcar las políticas del gobierno chino hacia los uigures como parte de una medida antiterrorista.

### Periodista australiano detenido
En agosto de 2020, el presentador de televisión australiano CGTN, Cheng Lei, fue detenido por las autoridades chinas por motivos de seguridad nacional, pero no se proporcionaron detalles de las acusaciones.

### Revocación de la licencia de radiodifusión del Reino Unido
El 4 de febrero de 2021, el regulador de transmisión del Reino Unido, Ofcom, revocó la licencia de transmisión de Star China Media (el titular de la licencia de transmisión del Reino Unido para CGTN). Ofcom descubrió que Star no tenía supervisión editorial sobre el canal que estaba transmitiendo y, en cambio, actuaba como un distribuidor externo para la retroalimentación de CGTN. Ofcom también rechazó una solicitud para transferir la licencia de transmisión a China Global Television Network Corporation (CGTNC), con el argumento de que CGTNC estaba "controlada por un organismo que en última instancia está controlado por el Partido Comunista Chino". La ley del Reino Unido prohíbe que los titulares de licencias sean controlados por organismos políticos. En un comunicado, Ofcom dijo:[cita requerida]
Le hemos dado a CGTN un tiempo significativo para cumplir con las normas legales. Esos esfuerzos ya se han agotado. Luego de una cuidadosa consideración, teniendo en cuenta todos los hechos y los derechos de libertad de expresión de la emisora y la audiencia, hemos decidido que es apropiado revocar la licencia de CGTN para transmitir en el Reino Unido. Esperamos concluir procedimientos de sanciones separados contra CGTN por la debida imparcialidad y equidad y violaciones de privacidad en breve.
En lo que CNN Business caracterizó como "un aparente movimiento de ojo por ojo", el 11 de febrero el gobierno chino prohibió que el canal de televisión BBC World News se emitiera en China. Dado que BBC World News solo podía recibirse en los llamados complejos extranjeros (como hoteles de propiedad internacional) en China continental en primer lugar, no estaba claro qué impacto, si es que lo tenía, tendría esta prohibición.
Posteriormente, CGTN buscó y recibió el acuerdo de las autoridades reguladoras francesas para transmitir en Francia, lo que les permitiría transmitir en los Estados miembros del Consejo de Europa, incluido el Reino Unido.
En agosto de 2021, Ofcom impuso multas adicionales al titular de la licencia de CGTN en el Reino Unido, Star China Media, por incumplimiento de las normas sobre objetividad y privacidad. El canal anunció más adelante en el mes que el canal ha regresado al Reino Unido para lanzarse en Freeview. Ofcom luego afirmó que el canal utiliza Vision TV Network, un servicio de transmisión de datos basado en Internet.

### Controversia del periodista francés
En marzo de 2021, una investigación de Le Monde afirmó que una supuesta periodista francesa de CGTN llamada "Laurène Beaumond" era una identidad fabricada. Le Figaro cuestionó esto, diciendo que "Beaumond" era una verdadera periodista francesa de Sarthe, pero que había estado publicando para CGTN bajo un seudónimo. Le Figaro dijo que habían entrevistado a "Beaumond", con la condición de que su verdadera identidad se mantuviera en secreto.

### Acusación de antisemitismo
En mayo de 2021, la embajada de Israel en Beijing acusó a CGTN de "antisemitismo flagrante" cuando transmitió un bulo antisemita durante la crisis entre Israel y Palestina de 2021.

### Desaparición de Peng Shuai
En diciembre de 2021, la tenista profesional china Peng Shuai desapareció después de publicar acusaciones de agresión sexual contra el ex vice primer ministro chino Zhang Gaoli. Posteriormente, la cuenta oficial de CGTN en Twitter publicó un "correo electrónico" que afirmaba ser de ella afirmando que estaba bien, pero atrajo dudas sobre su autenticidad ya que se veía un cursor en la captura de pantalla de la tercera línea. La Asociación Femenina de Tenis no creía que el correo electrónico fuera genuino.